# Герб Ногинска
Герб муниципального образования «Городское поселение Ногинск Московской области» — один из официальных символов (наряду с флагом) города Ногинска. В современной редакции утверждён решением Совета депутатов муниципального образования "Городское поселение Ногинск Московской области от 31 января 2008 года № 1/25 "О гербе муниципального образования «Городское поселение Ногинск Московской области». Герб создан художниками Константином Моченовым и Оксаной Афанасьевой.

## Описание и обоснование символики
Геральдическое описаниет:
В золотом поле червленый (красный) инструмент, которым навивается шелк с шелковой нитью того же цвета. В вольной части — герб Московской области
Согласно п. 3.3. Положения о гербе муниципального образования «Городское поселение Ногинск Московской области» (утв. Совета депутатов муниципального образования «Городское поселение Ногинск Московской области» от 31.01.2008 № 1/25), 

…герб городского поселения Ногинск создан на основе исторического герба города Богородска (название Ногинска до 1930 года) Московской губернии, Высочайше утверждённого 20 декабря 1781 года (по старому стилю). Подлинное описание исторического герба гласит: 
Въ верхней части щита гербъ Московскій. В нижний — инструментъ, которымъ навивается шелкъ, въ золотомъ полъ; въ знакъ многихъ шелковыхъ фабрикъ, нахоящихся въ семь уъезд
История Богородских земель с середины XVIII столетия и по наши дни тесно связана с ткацкой промышленностью. Позже началась выдача „билетов на право ткачества“. Многие местные крестьяне сразу же получили разрешение, а через шесть лет, когда уплата сбора была отменена, ткачество стало преобладающей отраслью промышленности.
XIX век стал временем становления промышленного производства: здесь работают фабрики князя Николая Борисовича Юсупова, производящие шелковые ткани и суконные; в середине столетия была построена Богородице-Глуховская мануфактура, ставшая впоследствии крупнейшим хлопчатобумажным комбинатом.
За доблестный труд и многочисленные успехи в ведении хозяйства город Ногинск Указом Президиума Верховного Совета СССР награждён орденом Трудового Красного Знамени, что отражено в гербе Орденской лентой.
Золото — символ богатства, стабильности, солнечного тепла, интеллекта и уважения.
Красный цвет — символ мужества, силы, трудолюбия, а также красоты и праздника…

## История

### Первый герб
Первый герб города Богородска был высочайше пожалован 20 декабря 1781 года (ПСЗ, собр.1, т.21, №15304) вместе с другими гербами городов Московской губернии.
Геральдическое описание гласит:
В верхней половине герб московский, в нижней - "инструмент, которым навивается шелк, в золотом поле; в знак многих шелковых фабрик, находящихся в сем уезде

### Герб Кёне
В результате геральдической реформы Б. В. Кене (ПСЗ-3, т.6, № 1439а) был разработан новый герб герб Богородска. Прежний герб Богородска Б. Кёне счел недопустимым, поскольку, по его мнению, прядильный станок не является геральдической фигурой.
Геральдическое описание гласит:
В золотом щите шесть червленых пустых ромбов. В вольной части герб Московский. Щит увенчан серебряной башенной короною о трех зубцах. За щитом два накрест положенных золотых молотка, соединенных Александровской лентою
Герб 1883 года высочайше пожалован городу Богородску императором Александром III. Впоследствии он лег в основу современного герба Богородского городского округа.

### Советский герб (эмблема)[2]
12 февраля 1988 года решением № 156/3 исполнительного комитета городского Совета народных депутатов был утверждён герб Ногинска. Его описание гласило:

Герб представляет собой изображение традиционного для русских городов геральдического щита, в верхней части которого на голубом фоне располагается название города. В нижней, основной части, на красном фоне — символическое изображение основных отраслей хозяйства города и района. Красный цвет олицетворяет богатые революционные традиции города, связанные с именами выдающихся революционеров: Ногина, Железняка, Бугрова и других, в первым в мире памятником В. И. Ленину. Центром композиции является стилизованное изображение челнока, древнего инструмента ткачей, как символ исторического прошлого и настоящего города. Электронные орбиты атома — словно нити, опоясывающие челнок, символизируют неразрывную связь достижений науки и текстильной промышленности в настоящее время. Символами машиностроения, металлообрабатывающей промышленности и сельского хозяйства являются шестерня и колос, образующие круг, композиционно связанный с челноком. В названии города частично использованы элементы старославянского шрифта, которые также говорят о древнем происхождении города. Голубой фон, на котором начертано название города, символизирует реку Клязьму, на которой расположен город, а также обилие речек и озер в районе
Челнок на гербе символизировал Богородско-Глуховскую мануфактуру и другие предприятия текстильной промышленности.
Автором герба является В. Б. Рамбаум.